# 로버트 조던

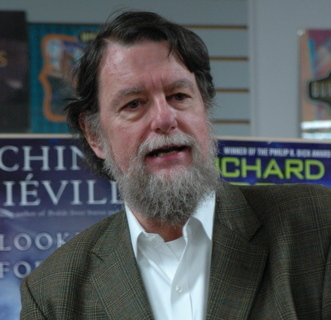
2005년의 로버트 조던

제임스 올리버 리그니 주니어(영어: James Oliver Rigney Jr., 1948년 10월 17일 ~ 2007년 9월 16일)는 필명 로버트 조던(Robert Jordan)으로 잘 알려진 미국의 판타지 작가였다. 조던은 14권의 책과 프리퀄 소설로 구성된 《Wheel of Time》 시리즈로 잘 알려져 있다. 또한, 야만인 코난 소설을 저술한 몇 작가 중 한 사람으로, 오늘날 높이 평가받는다.